# Джексон (Південна Кароліна)
Джексон (англ. Jackson) — місто (англ. town) в США, в окрузі Ейкен штату Південна Кароліна. Населення — 1521 особа (2020).

## Географія
Джексон розташований за координатами 33°19′43″ пн. ш. 81°47′31″ зх. д. / 33.32861° пн. ш. 81.79194° зх. д. (33.328575, -81.792015).  За даними Бюро перепису населення США в 2010 році місто мало площу 9,18 км², з яких 9,18 км² — суходіл та 0,00 км² — водойми.

## Демографія
Згідно з переписом 2010 року, у місті мешкало 1700 осіб у 706 домогосподарствах у складі 464 родин. Густота населення становила 185 осіб/км².  Було 795 помешкань (87/км²).
Расовий склад населення:
| - 83,8 % — білих - 13,7 % — чорних або афроамериканців - 0,8 % — азіатів - 0,4 % — корінних американців |

До двох чи більше рас належало 1,2 %. Частка іспаномовних становила 1,9 % від усіх жителів.
За віковим діапазоном населення розподілялося таким чином: 20,6 % — особи молодші 18 років, 60,7 % — особи у віці 18—64 років, 18,7 % — особи у віці 65 років та старші. Медіана віку мешканця становила 44,3 року. На 100 осіб жіночої статі у місті припадало 88,7 чоловіків;  на 100 жінок у віці від 18 років та старших — 84,8 чоловіків також старших 18 років.
Середній дохід на одне домашнє господарство  становив 53 947 доларів США (медіана — 48 690), а середній дохід на одну сім'ю — 62 145 доларів (медіана — 57 813). Медіана доходів становила 51 538 доларів для чоловіків та 29 318 доларів для жінок. За межею бідності перебувало 14,0 % осіб, у тому числі 17,4 % дітей у віці до 18 років та 7,3 % осіб у віці 65 років та старших.
Цивільне працевлаштоване населення становило 593 особи. Основні галузі зайнятості: роздрібна торгівля — 17,2 %, освіта, охорона здоров'я та соціальна допомога — 16,9 %, науковці, спеціалісти, менеджери — 13,7 %, виробництво — 10,6 %.